# Camilla Gennaro
Camilla Gennaro (* 30. September 2003) ist eine italienische Tennisspielerin.

## Karriere
Gennaro spielt bislang vor allem Turnier auf der ITF Women’s World Tennis Tour, wo sie bisher einen Titel im Doppel gewann.
2023 trat sie im Juni mit Partnerin Jennifer Ruggeri im Hauptfeld des Damendoppels der mit 60.000 US-Dollar dotierten Internazionali Femminili di Brescia an, wo die beiden aber bereits in der ersten Runde mit 2:6 und 1:6 gegen Anna Klasen und Aneta Laboutková verloren.

## Turniersiege

### Doppel
| Nr. | Datum             | Turnier  | Kategorie | Belag   | Partnerin         | Finalgegnerinnen               | Ergebnis         |
| --- | ----------------- | -------- | --------- | ------- | ----------------- | ------------------------------ | ---------------- |
| 1.  | 19. November 2022 | Solarino | ITF W15   | Teppich | Samira De Stefano | Nicole Gadient Ivana Šebestová | 7:5, 4:6, [10:8] |